# بركة الفيل
تعتبر«بركة الفيل» من أقدم بٍرك القاهرة ذكراً في التاريخ، وكانت من أعظم متنزهاتها حتى نهاية القرن الماضي، وردت في كتاب التحفة السنية وكتاب قوانين الدواوين من ضواحي القاهرة باعتبار أنها من النواحي ذات الوحدة المالية المقرر على أراضيها الخراج سنويا.

## التخطيط
بركة الفيل كانت بِركة كبيرة ظاهر القاهرة تمتد من بستان الحبانية إلى بستان سيف الإسلام إلى تحت الكبش إلى الجسر الأعظم الفاصل بينها وبين بٍركة قارون ومناظر الكبش مطلة عليها، وأنه لما أنشأ جوهر القائد مدينة القاهرة كانت البٍركة تجاهها خارج باب زويلة فيما بين القاهرة ومصر ولم يكن عليها مبان ثم عَمر الناس حولها بعد سنة 600هـ.
- وبٍركة الفيل لم تكن بٍركة عميقة فيها ماء راكد بالمعنى المفهوم الآن من لفظ بركة وإنما كانت تطلق على أرض زراعية يغمرها ماء النيل سنويا وقت الفيضان وكانت تروى من الخليج المصري، وبعد نزول الماء تنكشف الأرض وتزرع أصنافا شتوية فكان أشهر محصولاتها «القرط» وهو البرسيم حيث كان يستهلك في تغذية دواب القاهرة.

ميدان بركة الفيل وقت فيضان النيل - كتاب وصف مصر

- ميدان بركة الفيل وقت فيضان النيل - كتاب وصف مصروكانت بٍركة الفيل معتبرة في دفاتر المساحة من النواحى المربوط على أراضيها الخراج، ولم يحذف إسمها من جداول أسماء النواحى إلا بعد ان تحول معظم أراضيها إلى مساكن، فقد تحولت أراضيها من الزراعة إلى السكن سنة 620هـ - 1222م قبل نهاية العصر الأيوبى، وفي العصر المملوكي كانت وقف أيتام الملك الظاهر بيبرس ثم استولى الأمراء على أجزاء من مساحتها بعد ذلك واستمر التعدى على أرضها ونسى إيقافها، ولم يبق من أرض البركة من غير بناء إلى سنة 1215هـ - 1800م التي رسمت فيها الحملة الفرنسية خريطة القاهرة إلا قطعة أقيم عليها فيما بعد سراى عباس باشا حلمى الأول وإلى مصر، وهي المعروفة بسراى الحلمية وحديقتها الكبيرة، وفي سنة 1892م قسمت أراضى الحديقة وفي سنة 1902م هدًمت السراي وقسمت أراضيها أيضا وبيعت جميع القطع وأقيم عليها عمارات حديثة تعرف بين أخطاط القاهرة بالحلمية الجديدة.

## الموقع
وكانت البٍركة تشغل من القاهرة المساحة التي تحد اليوم:
- من الشمال: سكة الحبانية
- من الغرب: شارع درب الجماميز فشارع اللبودية وشارع الخليج المصري
- من الجنوب: بشارع عبد المجيد اللبان (مراسينا سابقاً)ثم يميل الحد إلى الشمال الشرقي حتى مدرسة أزبك اليوسفي حتى يتقابل مع أول شارع نور الظلام ويسير فيه إلى أول شارع الألفي،
- من الشرق: تكملة شارع نور الظلام فشارع مهذب الدين الحكيم، فسكة عبد الرحمن بك وكلاهما في الحلمية الجديدة، وما في امتدادها إلى الشمال حتى تقابل الحد البحري.

ومن هذا التحديد يتبين أن بركة الفيل لم تكن على شكل فيل وأن اسمها أتى من شكلها كما يقول العامة، وإنما كانت على شكل بيضاوي مفرطح من جهتيه الشرقية والغربية، وقد وصفها ابن سعيد في كتابه «المغرب» فقال إنها كانت دائرة كالبدر والمناظر حولها كالنجوم.

## أصل التسمية
وأما سبب تسميتها بركة الفيل فهو لأن الأمير خمارويه بن أحمد بن طولون كان مغرما باقتناء الحيوانات من السباع والنمور والفيلة والزرافات وغيرها، وأنشأ لكل نوع منها داراً خاصة له وكانت دار الفيلة واقعة على حافة البركة من الجهة القبلية الشرقية حيث شارع نور الظلام، وكان الناس يقصدون البركة للنزهة والفرجة على الفيلة فاشتهرت بينهم ببركة الفيل من وقتها إلى اليوم .

ودار الفيلة هذه هي غير دارالفيل التي كانت واقعة على بركة قارون واشتراها كافور الأخشيدى أمير مصر من حبس بني مسكين، فهذه الدار كانت واقعة على سكة المذبح من الجهة الشمالية منها جنوبي خط البغالة بقسم السيدة زينب بالقاهرة.